# Tchatkalophantes mongolicus
Espèce
Tchatkalophantes mongolicus est une espèce d'araignées aranéomorphes de la famille des Linyphiidae.

## Distribution
Cette espèce est endémique de Mongolie. Elle se rencontre à 1 200 m d'altitude dans l'aïmag de Töv.

## Description
La femelle holotype mesure 1,90 mm.

## Étymologie
Son nom d'espèce lui a été donné en référence au lieu de sa découverte, la Mongolie.

## Publication originale
- Tanasevitch, 2001 : A new micronetine genus proposed for the tchatkalensis species-group of Lepthyphantes Menge (sensu lato) (Arachnida: Araneae: Linyphiidae: Micronetinae). Reichenbachia, vol. 34, p. 19-327.